# Toyota Urban Cruiser
Der Toyota Urban Cruiser ist ein Pkw-Modell des japanischen Automobilherstellers Toyota, das mittlerweile in dritter Generation gefertigt wird. War die zwischen 2009 und 2014 gebaute erste Generation auch in Europa erhältlich, so wurde die 2020 eingeführte zweite Generation ausschließlich in Indien angeboten. Die dritte Generation ist ein Elektroauto und wurde im Dezember 2024 vorgestellt.

## 1. Generation (2009–2014)
Die erste Generation ist mit einer Länge von 3,93 Metern als kleines Sport Utility Vehicle (SUV) ausgelegt. Die seit 2007 erhältlichen Modelle des Toyota Ist der zweiten Generation und des Scion xD sind nahezu baugleich. Technisch teilen sich die Fünftürer mit Steilheck eine Bodengruppe mit dem Toyota Yaris/Toyota Ractis. Der Urban Cruiser ist seit der Markteinführung am 25. April 2009 in Europa unterhalb des RAV4 positioniert. Als Hauptkonkurrenten gelten in diesem Segment der Daihatsu Terios und der Suzuki SX4. 2014 wurde die Produktion eingestellt.

### Entwicklung
Bereits 2006 wurde auf dem Genfer Auto-Salon eine gleichnamige Studie des europäischen Toyota-Designzentrums präsentiert. Auffällig daran sind die matte, hellgrüne Lackierung, stark gewölbte Radhäuser, zwei Glasdachelemente und die in der breiten C-Säule untergebrachten hinteren Türgriffe. Hochgelegene und mit dem Heckfenster optisch zusammenpassende Heckleuchten, doppelte Auspuffendrohre und ein angedeuteter Unterfahrschutz an der Front und hinten sind weitere Merkmale. Im Innenraum gibt es eine aufgesetzte, grüne Mittelkonsole und ein ungleichmäßig geformtes Lenkrad. Zwei Jahre später stellte Toyota ebenfalls in Genf ein sehr seriennahes Konzeptfahrzeug vor, das sich kaum vom 2008 auf der Mondial de l’Automobile in Paris präsentierten Serienmodell unterschied.

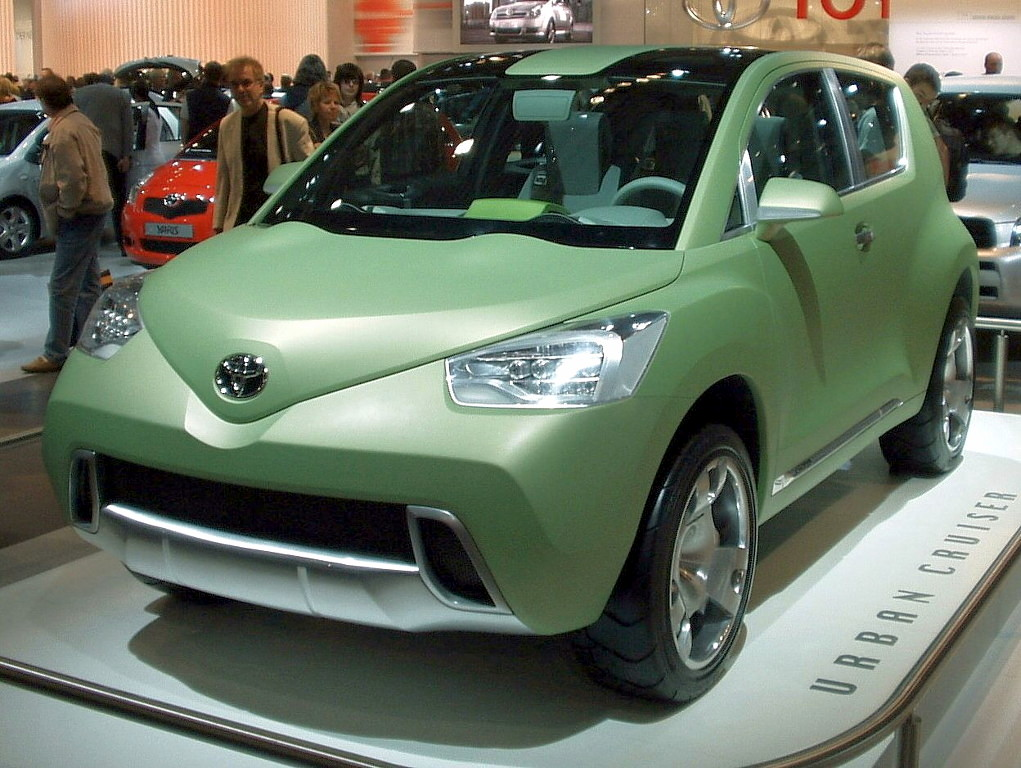
Konzept auf der AMI 2006
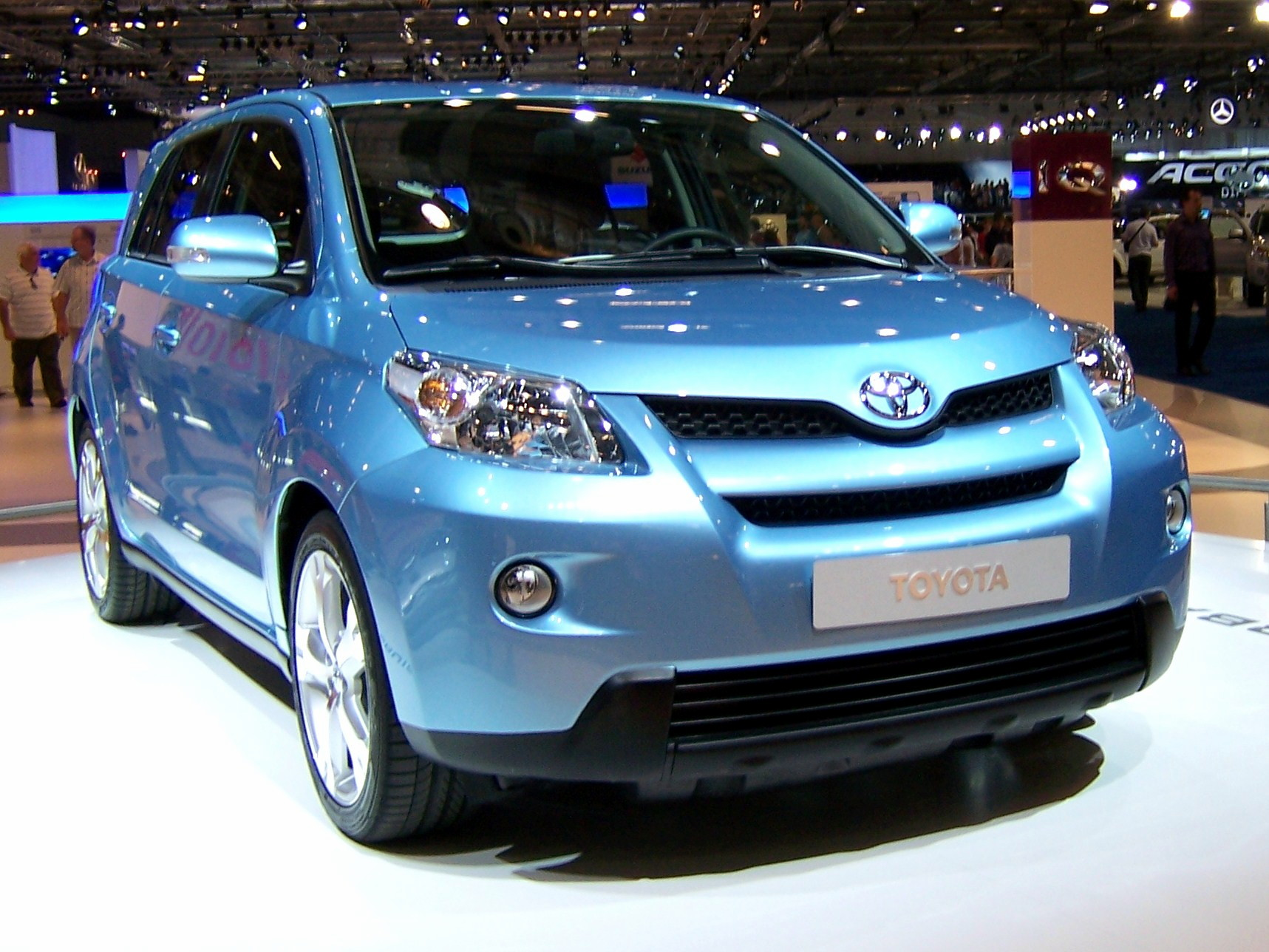
Toyota Urban Cruiser Concept 2008
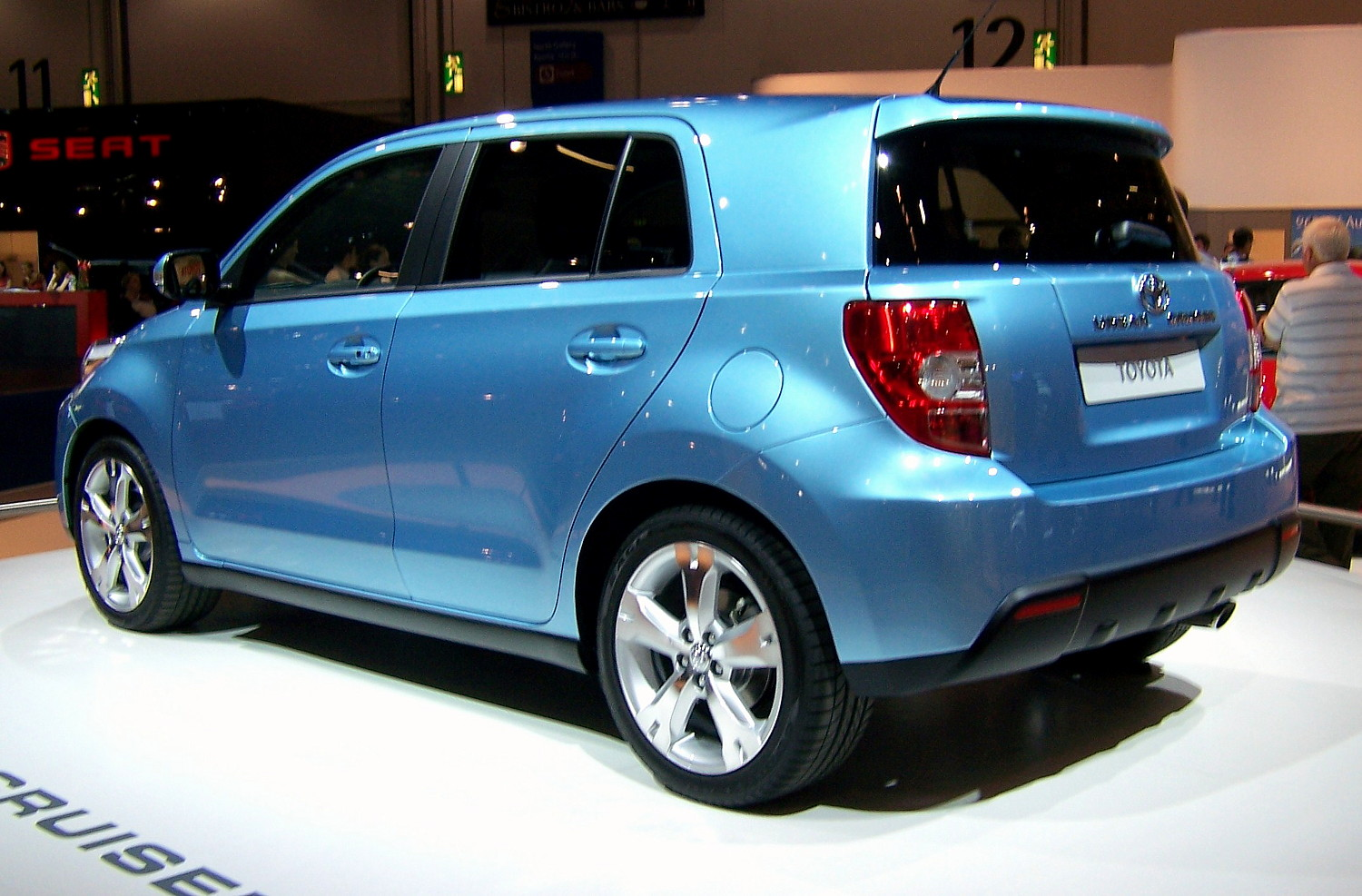
Heckansicht

### Design und Ausstattung
| Sterne im Euro NCAP-Crashtest (2009) |

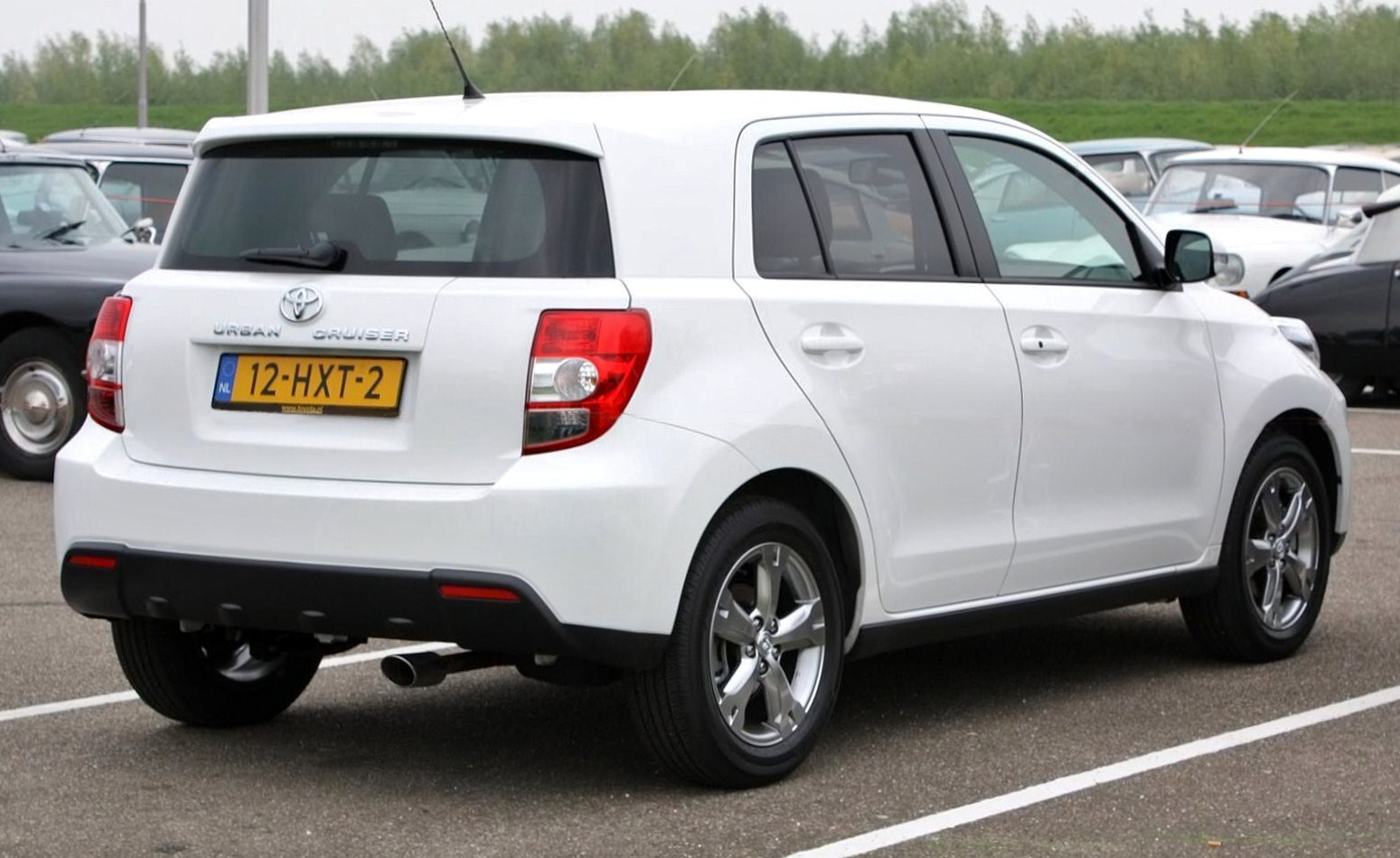
Heckansicht des Urban Cruiser

Optisch übernimmt der fünfsitzige Urban Cruiser von der ersten Studie die ausgestellten Radhäuser, die breite C-Säule und die Form der Frontscheinwerfer. Die Heckleuchten befinden sich nun weiter unten und die Seitenansicht wird von einer Lichtkante oberhalb der Türgriffe durchzogen. Technisch gibt es standardmäßig einen Frontantrieb, ein Allradsystem aus dem RAV4 wird gegen Aufpreis angeboten. Dieses ist frontbetont ausgelegt und treibt nur bei Bedarf die Hinterräder mit bis zu 50 % der verfügbaren Motorleistung an. Im Interieur gibt es ein ungewöhnlich gestaltetes Kombiinstrument und ein rundes Hauptinstrument mit elektrochromatischen Zeigern für Drehzahl und Geschwindigkeit. Die silberfarbene Mittelkonsole hebt sich farblich wie formal vom Armaturenbrett ab und wirkt freischwebend. Die Variabilität unterscheidet sich je nach Antriebsart. Der Fronttriebler besitzt eine verschieb- und klappbare Rücksitzbank und ein Kofferraumvolumen von 305 bis 749 Litern. Die Rückbank der Allradversion lässt sich zweistufig klappen, aber nicht verschieben, und das maximale Volumen beträgt hier 656 Liter.

### Motoren
Als Diesel-Motorisierung kommt der überarbeitete 1.4 D-4D mit Partikelfilter aus dem Yaris zum Einsatz. Dieser leistet 66 kW (90 PS) und hat ein maximales Drehmoment von 205 Nm bei 1800–2800 min−1. Der durchschnittliche Verbrauch auf 100 Kilometern liegt bei 4,9 Litern und der CO2-Ausstoß beläuft sich auf 130 g/km. Der Diesel ist mit dem Allradantrieb kombiniert und erhält ein Sechsgang-Schaltgetriebe. Der neu entwickelte Ottomotor hat 1,33 Liter Hubraum, Frontantrieb und eine variable Ventilsteuerung (Dual VVT-i). Er leistet 74 kW (101 PS) und hat ein maximales Drehmoment von 132 Nm bei 3800 min−1. Der vergleichsweise geringe Verbrauch von 5,5 Litern auf 100 km und der CO2-Ausstoß von 129 g/km werden dank Sechsgangschaltung und serienmäßigem Start-Stopp-System erreicht.
|                                                                   | 1.33 Dual-VVT-i                                       | 1.33 Dual-VVT-i                                       | 1.4 D-4D                                                                          |
| ----------------------------------------------------------------- | ----------------------------------------------------- | ----------------------------------------------------- | --------------------------------------------------------------------------------- |
| Bauzeitraum                                                       | 2010–2014                                             | 2009–2010                                             | 2009–2014                                                                         |
| Motortyp:                                                         | Vierzylinder-Ottomotor in Reihenbauart mit Dual-VVT-i | Vierzylinder-Ottomotor in Reihenbauart mit Dual-VVT-i | Vierzylinder-Dieselmotor in Reihenbauart mit Common-Rail-Einspritzung, Turbolader |
| Hubraum:                                                          | 1329 cm³                                              | 1329 cm³                                              | 1364 cm³                                                                          |
| max. Leistung bei min−1:                                          | 73 kW (99 PS)/6000                                    | 74 kW (101 PS)/6000                                   | 66 kW (90 PS)/3800                                                                |
| max. Drehmoment bei min−1:                                        | 128/3800                                              | 132 Nm/3800                                           | 205 Nm/1800–2800                                                                  |
| Antrieb, serienmäßig:                                             | Vorderradantrieb 4X2                                  | Vorderradantrieb 4X2                                  | Vorderradantrieb 4X2                                                              |
| Antrieb, optional:                                                | —                                                     | —                                                     | Allradantrieb 4X4                                                                 |
| Getriebe, serienmäßig:                                            | 6-Gang-Schaltgetriebe                                 | 6-Gang-Schaltgetriebe                                 | 6-Gang-Schaltgetriebe                                                             |
| Leergewicht:                                                      | 1205–1230 kg                                          | 1120–1155 kg                                          | 1250–1350 kg                                                                      |
| maximale Zuladung:                                                | 360–385 kg                                            | 435–470 kg                                            | 350–385 kg                                                                        |
| Beschleunigung, 0–100 km/h:                                       | 12,5 s                                                | 12,5 s                                                | 11,7–12,5 s                                                                       |
| Höchstgeschwindigkeit:                                            | 175 km/h                                              | 175 km/h                                              | 175 km/h                                                                          |
| Kraftstoffverbrauch (nach EWG-Richtlinie, kombiniert auf 100 km): | 5,6 l Super                                           | 5,5 l Super                                           | 4,5–4,9 l Diesel                                                                  |
| CO2-Emission, kombiniert:                                         | 129 g/km                                              | 129 g/km                                              | 118–130 g/km                                                                      |
| Abgasnorm nach EU-Klassifikation:                                 | Euro 5                                                | Euro 4                                                | Euro 4 (seit 2010 Euro 5)                                                         |

### Zulassungszahlen
In der Bundesrepublik wurden zwischen 2009 und 2014 insgesamt 4.163 Urban Cruiser neu zugelassen.
|  |

|  |

|  |

|  |

|  |

|  |

|  |

|  |

|  |

|  |

|  |

|  |

|  |

|  |

|  |

|  |

|  |

|  |

|  |

|  |

|  |

|  |

|  |

|  |

|  |

|  |

|  |

|  |

|  |

|  |

|  |

|  |

|  |

|  |

|  |

|  |

|  |

|  |

|  |

|  |

|  |

|  |

|  |

|  |

|  |

|  |

|  |

|  |

|  |

|  |

|  |

|  |

|  |

|  |

|  |

|  |

|  |

|  |

|  |

|  |

|  |

|  |

|  |

|  |

|  |

|  |

|  |

|  |

|  |

|  |

|  |

|  |

|  |

|  |

|  |

|  |

|  |

|  |

|  |

|  |

|  |

|  |

|  |

|  |

|  |

|  |

|  |

|  |

|  |

|  |

|  |

|  |

|  |

|  |

|  |

|  |

|  |

|  |

|  |

|  |

|  |

|  |

|  |

|  |

|  |

|  |

|  |

|  |

|  |

|  |

|  |

|  |

|  |

|  |

|  |

|  |

|  |

|  |

|  |

|  |

|  |

|  |

|  |

|  |

|  |

|  |

|  |

|  |

|  |

|  |

|  |

|  |

|  |

|  |

|  |

|  |

|  |

|  |

|  |

|  |

|  |

|  |

|  |

|  |

|  |

|  |

|  |

|  |

|  |

|  |

|  |

|  |

|  |

|  |

|  |

|  |

|  |

|  |

|  |

|  |

|  |

|  |

|  |

|  |

|  |

|  |

|  |

|  |

|  |

|  |

|  |

|  |

|  |

|  |

|  |

|  |

|  |

|  |

|  |

|  |

|  |

|  |

|  |

|  |

|  |

|  |

|  |

|  |

|  |

|  |

|  |

|  |

|  | Benziner (3.158) |

|  | Benziner (3.158) |

|  | Diesel (1.005) |

|  | Diesel (1.005) |

## 2. Generation (2020–2022)
Bereits 2017 beschlossen Toyota und Suzuki eine Partnerschaft. Dabei ist der Plan, dass Suzuki-Modelle auf Toyota-Basis in Europa angeboten werden (Suzuki Across, Suzuki Swace). Im Gegenzug entwickelt Suzuki für Indien und Afrika Fahrzeuge, die dann auch als Toyota vermarktet werden. Der Urban Cruiser der zweiten Generation ist nach dem Toyota Glanza das zweite Modell, das hier zu nennen ist. Er wurde am 22. August 2020 vorgestellt und basiert auf dem Suzuki Vitara Brezza. Den Antrieb übernimmt ein 1,5-Liter-Ottomotor.

## 3. Generation (ab 2025)
Im Dezember 2024 stellte Toyota einen neuen Urban Cruiser als batterieelektrisch angetriebenes Kompakt-SUV vor. Laut Konzernangaben ist das Fahrzeug eine Weiterentwicklung des auf dem Toyota Kenshiki Forum 2023 vorgestellten Urban SUV Concept. Der vollelektrische Urban Cruiser wurde auf der Brüsseler Motor Show im Januar 2025 öffentlich vorgestellt und soll ab Sommer 2025 in den Handel kommen, dann mit zwei Batterievarianten (49 und 61 kWh Energieinhalt) und Vorderrad- oder Allradantrieb. Der einen Monat zuvor präsentierte Suzuki e Vitara ist nahezu baugleich zum Urban Cruiser der dritten Generation. Beide Modelle werden in Indien gebaut.

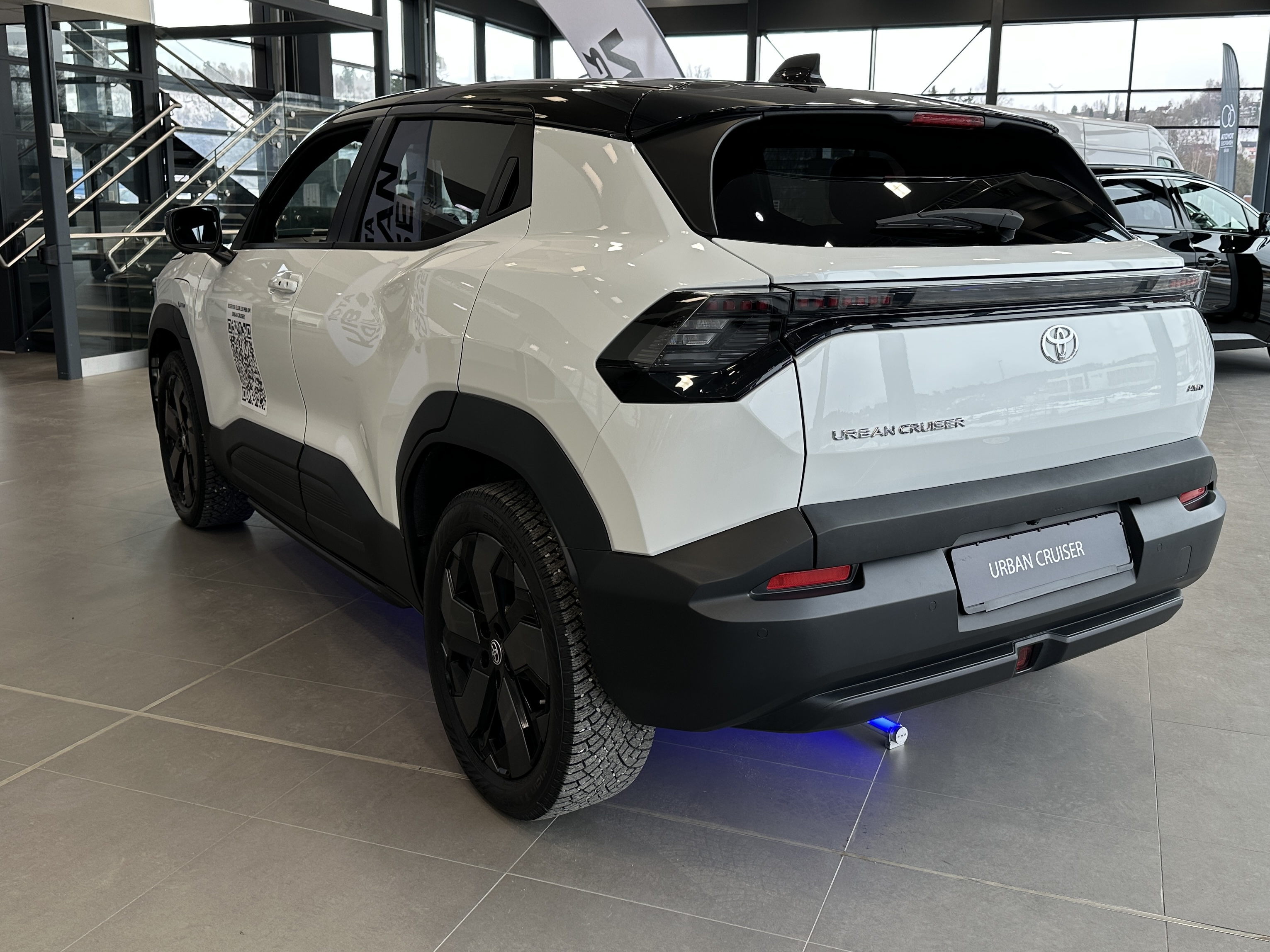
Heckansicht
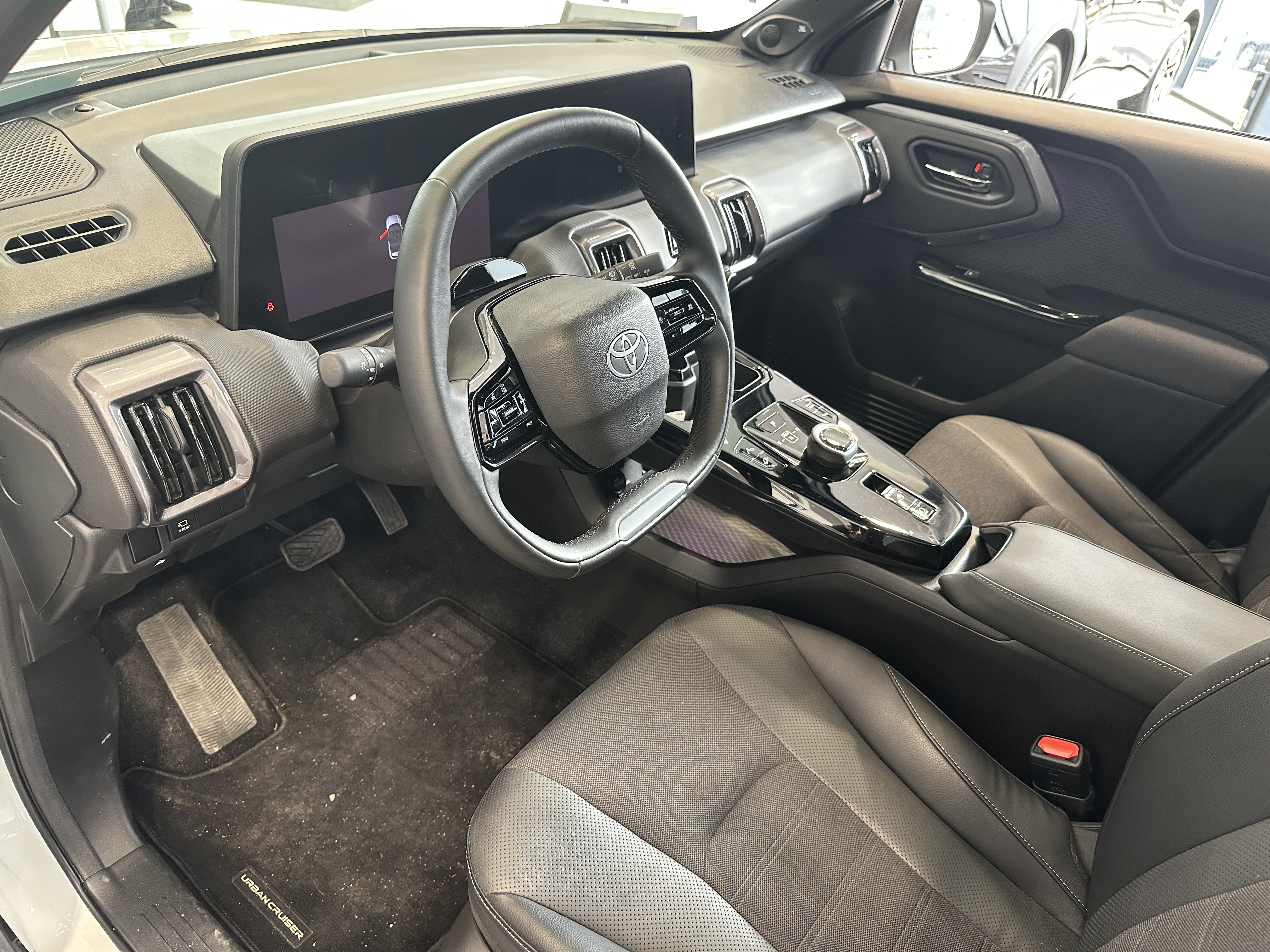
Innenansicht

### Technische Daten
|                                                | FWD                               | FWD                               | AWD                               |
| Bauzeitraum                                    | ab Sommer 2025                    | ab Sommer 2025                    | ab Sommer 2025                    |
| Motorkenndaten                                 |                                   |                                   |                                   |
| Motortyp                                       | Elektromotor                      | Elektromotor                      | Elektromotor                      |
| Motorbauart                                    | Drehstromsynchronmotor            | Drehstromsynchronmotor            | Drehstromsynchronmotor            |
| max. Leistung                                  | 106 kW (144 PS)                   | 128 kW (174 PS)                   | 135 kW (184 PS)                   |
| max. Drehmoment                                | 193 Nm                            | 193 Nm                            | 307 Nm                            |
| Kraftübertragung                               |                                   |                                   |                                   |
| Antrieb                                        | Vorderradantrieb                  | Vorderradantrieb                  | Allradantrieb                     |
| Getriebe                                       | Festes Übersetzungsverhältnis     | Festes Übersetzungsverhältnis     | Festes Übersetzungsverhältnis     |
| Antriebsbatterie                               |                                   |                                   |                                   |
| Zellchemie                                     | Lithium-Eisenphosphat-Akkumulator | Lithium-Eisenphosphat-Akkumulator | Lithium-Eisenphosphat-Akkumulator |
| Energieinhalt                                  | 49 kWh                            | 61 kWh                            | 61 kWh                            |
| Messwerte                                      |                                   |                                   |                                   |
| Höchstgeschwindigkeit                          | 150 km/h                          | 150 km/h                          | 150 km/h                          |
| Beschleunigung, 0–100 km/h                     | 9,6 s                             | 8,7 s                             | 7,4 s                             |
| Energieverbrauch auf 100 km (WLTP, kombiniert) | 15 kWh                            | 16–17 kWh                         | 18 kWh                            |
| Reichweite nach WLTP                           | 330 km                            | 390–420 km                        | 370 km                            |